# Pawel Wladimirowitsch Sdunow
Pawel Wladimirowitsch Sdunow (russisch Павел Владимирович Здунов; * 18. Juni 1991 in Kremjonki, Russische SFSR) ist ein russischer Eishockeyspieler, der seit 2019 bei Humo Taschkent in der Wysschaja Hockey-Liga unter Vertrag steht.      

## Karriere
Pawel Sdunow begann seine Karriere als Eishockeyspieler in der Nachwuchsabteilung des HK Metallurg Magnitogorsk, für dessen Juniorenmannschaft Stalnje Lissy Magnitogorsk er in der Saison 2009/10 in der neu gegründeten Juniorenliga MHL spielte und mit dem er die MHL-Meisterschaft gewann. In der Saison 2010/11 gab der Angreifer für die Profimannschaft Metallurgs sein Debüt in der Kontinentalen Hockey-Liga. 
Im Dezember 2013 wurde er im Tausch gegen Oskar Osala an Neftechimik Nischnekamsk abgegeben und spielte dort bis 2019.

## Erfolge und Auszeichnungen
- 2010 Charlamow-Pokal-Gewinn mit Stalnje Lissy Magnitogorsk
- 2011 KHL-Rookie des Monats März
- 2011 Alexei-Tscherepanow-Trophäe

## KHL-Statistik
(Stand: Ende der Saison 2010/11)